# 2025年新奥尔良汽车撞人事件
北美中部時間2025年1月1日凌晨約3點15分，一名男子駕駛福特皮卡車闖入美國路易斯安那州新奧爾良市法國區波旁街與運河街交匯處，衝撞正在慶祝跨年的人群。聯邦調查局確認，嫌疑犯名為沙姆蘇德·丁·賈巴爾（Shamsud-Din Jabbar）。在車輛撞上高空作業車後，他下車並持兩把槍向警方開火。警方迅速回擊，將其擊斃。這宗事件共造成16人死亡（包括嫌疑犯），另有至少35人受傷，其中包括兩名中槍的警察。襲擊發生於新奧爾良的新年慶祝活動期間，而當天稍晚，該市原定舉行一年一度的糖盃比賽。嫌疑犯的車上發現一面伊斯蘭國旗幟，聯邦調查局已將此次襲擊定調為恐怖襲擊，並展開深入調查。

## 背景
聯邦執法及情報機構早在假期前便警告地方警察，可能會出現利用車輛衝撞人群為手段的襲擊。近年來，受伊斯蘭國宣傳影響，此類襲擊手法愈發常見。新奧爾良市政府於2017年的一份備忘錄中提及，法國區（即案發地）存在大規模傷亡風險，包括車輛襲擊，並計劃加強該地區的安保措施。
美國官員同時表達對孤狼式恐怖襲擊的擔憂，並指出伊斯蘭國呼羅珊省正利用網路宣傳，試圖激化弱勢族群來招募新成員。
新年慶祝活動涵蓋波旁街上的LGBTQ派對，以及2025年糖碗比賽的遊行。糖碗作為當地一年一度的重要體育賽事，定於1月1日晚間在凱撒超級圓頂體育場舉行，由喬治亞鬥牛犬美式足球隊對陣聖母大學愛爾蘭戰士美式足球隊。執法機構為此強化安保措施，並在法語區部署無人機進行監控。

## 襲擊

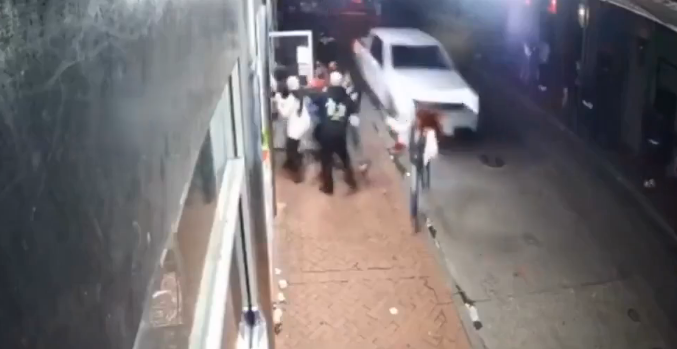
监控画面拍攝歹徒襲擊過程

嫌疑犯賈巴爾駕駛皮卡車繞過警方設置在波旁街的警用汽車和路障，沿著運河街與康蒂街之間的三個街區衝撞人群。原先為阻擋車輛設置的專用路障，因準備即將舉行的超級盃比賽而送修，導致安全防線出現漏洞。新奧爾良警察局局長安妮·柯克帕特里克表示，嫌疑犯試圖「盡可能多地輾壓路人」。
嫌疑犯在皮卡車撞上一台高空作業車後下車，隨即使用武器向警方開火。警方迅速回擊，過程中有兩名警員受傷。目擊者和執法人員指出，持有一把突擊步槍和一把手槍，並身穿完整的軍事裝備。警方最終在槍戰中將其擊斃。
此次襲擊使用的白色福特F-150閃電輕型皮卡車是嫌疑犯通過Turo汽車共享平台租借的。襲擊發生前一天早上，該車曾在德克薩斯州漢布爾被目擊，之後沿10號州際公路貝敦方向東駛向新奧爾良。車輛由一名休士頓居民擁有車尾拖車掛鈎上懸掛伊斯蘭國旗幟。
新奧爾良驗屍官德懷特·麥肯納確認，襲擊共造成至少16人死亡（包括嫌疑犯），另有至少35人受傷，其中部分傷者傷勢嚴重。事發後，緊急人員將30名傷者送至五家當地醫院，其餘傷者自行就醫。局長柯克派崔克表示，大多數受害者為當地居民。

## 嫌疑犯
聯邦調查局確定嫌疑犯為沙姆蘇德·丁·賈巴爾（1982年10月26日－2025年1月1日）。賈巴爾案發時42歲，是美國公民，出生於德克薩斯州，案發時居住於休士頓北部社區，曾在博蒙特生活。賈巴爾曾在美國陸軍服役十年，擔任人力及資訊技術專員，並於2009年派駐阿富汗，最高軍銜為士官長。他以榮譽退伍，過往犯罪記錄包括輕罪盜竊及無照駕駛。賈巴爾離過兩次婚，因財務問題陷入困境，育有兩個女兒，案發時分別為20歲與15歲。他的兄弟透露，他年輕時皈依伊斯蘭教；他的朋友提到，他從2017年通過Facebook再次聯絡賈巴爾時，發現他對宗教表現出極大熱情。他的前妻現任丈夫表示，賈巴爾在案發前數月出現異常行為。
聯邦調查局新奧爾良外勤辦公室助理特工阿爾西亞·鄧肯表示，調查人員認為賈巴爾可能不是單獨行動。根據ABC新聞的消息來源，新奧爾良警方檢視監控錄像，發現多名嫌疑人在車輛襲擊前疑似佈置爆炸裝置，這使當局進一步推測他並非單獨作案。

## 後續
當局在新奧爾良大學醫療中心設立家屬團聚中心，26名傷者在該處接受治療。
此襲擊對新奧爾良仍在從2019冠狀病毒病疫情中恢復的旅遊業造成打擊。多家酒店被緊急疏散，當天早晨工作的服務業員工無法進入事發區域。此外，原定於1月1日晚在凱撒超級圓頂體育場舉行的糖碗比賽因安保檢查推遲至次日下午。當地組織方表示，將重新評估即將舉行的第五十九届超級碗安保措施，但目前的首要任務仍是應對這次襲擊。
為減少交通壓力，新奧爾良市政府宣佈將於1月2日暫時關閉市政廳。

## 調查
聯邦調查局主導這次調查，並開設檢舉熱線。調查人員在嫌疑犯使用的皮卡車上發現兩枚藏於冷藏箱內、與車輛無線系統相連的土製炸彈。美國菸酒槍炮及爆裂物管理局、美國國土安全部，以及美國司法部國家安全司檢察官與地方聯邦檢察官辦公室均參與調查。聯邦調查局正確認嫌疑犯是否受境外恐怖組織影響，並已獲悉其駕車途中曾錄製與伊斯蘭國有關的影片。此外，在法國區發現其他爆炸裝置，疑似由共犯安置。
同日，新奧爾良聖羅克一間Airbnb發生火災，被認為與嫌疑犯租住該處有關。
執法人員突襲嫌疑犯在休士頓的住處後，一名男子投降。

## 反應

### 國內

#### 聯邦政府
美國總統祖·拜登聯繫新奧爾良市長拉托亞·坎特雷爾表達支持，並在聲明中表示：「我的心與那些只是想在節日中歡慶的受害者及其家屬同在。」
代表新奧爾良大多數地區的眾議員特洛伊·卡特稱此次襲擊是「無法形容的暴力行為」，並對新奧爾良警察局的努力表示讚揚。
路易斯安那州參議員比爾·卡西迪則稱此事「令人無比痛心」。
眾議院議長麥克·約翰遜、候任總統當勞·特朗普，以及眾議院多數黨領袖史蒂夫·斯卡利斯也對襲擊予以譴責。聯邦調查局確認，正將此次事件作為恐怖襲擊進行調查。

#### 州政府
路易斯安那州州長傑夫·蘭德里對受害者表示哀悼，並呼籲市民避免前往事發地區。

#### 地方政府
新奧爾良警察局與市長坎特雷爾將此事件定性為恐怖襲擊。據悉，當時用於防止車輛進入波旁街的防撞柱正進行升級維護，但事發時是否正常運行尚不明確。部分目擊者批評市政府未啟用鋼製路障。警察局長安妮·柯克帕特里克回應稱，警方知悉設備偶爾失靈，並輔以其他路障措施。
奧爾良教區地檢官傑森·威廉斯表示：「任何執法機構都無法完全防止有人駕車衝撞人群。」
糖碗賽事主辦委員會主任傑夫·亨德利對襲擊感到震驚。喬治亞大學體育協會表示，對新奧爾良發生的無意義暴力深感悲痛；聖母大學校長羅伯特·A·多德則表示：「我們為所有受此次新奧爾良可怕襲擊影響的家庭和親人祈禱。」喬治亞大學校長傑爾·莫爾黑德證實有一名該校學生在襲擊中受傷，他對此深感悲痛，並對第一時間作出反應的救援人員表達感謝。
新奧爾良聖徒隊與新奧爾良塘鵝也聯合發聲，向受害者及這座城市的韌性致敬。在加利福尼亞州帕薩迪納舉行的玫瑰花車遊行中，舉行默哀儀式以悼念此次襲擊的受害者。國家美式橄欖球聯盟則表示，對即將舉行的超級盃的安全措施充滿信心。
皮卡車車主表示聯邦調查局已指示他不要公開談論此事。他的妻子則表示她和丈夫對此感到無比悲痛，並向受害者致以哀悼。
賈巴爾前妻的現任丈夫表示，賈巴爾的女兒們對此事深感悲痛。

### 國際
以色列外交部證實，有兩名以色列公民在襲擊中受傷
。
墨西哥外交部報告，有兩名墨西哥公民在襲擊中受傷。
加拿大總理賈斯汀·杜魯多譴責這次襲擊，稱其令人震驚。
中国外交部发言人毛宁表示对此事感到震惊，除向遇难者致哀、慰问受害者家属和伤者外，亦表示中方一贯反对任何针对平民的暴力恐怖行径，并称未收到中国公民伤亡报告。